# Palmová zahrada
Palmová zahrada je budova, která vznikla rozšířením hotelu Grand ve směru ulice Československé armády v Hradci Králové. Byla vybudována v letech 1910–11 podle architektonického návrhu Jana Kotěry a v současné době je kulturní památkou.

## Umístění

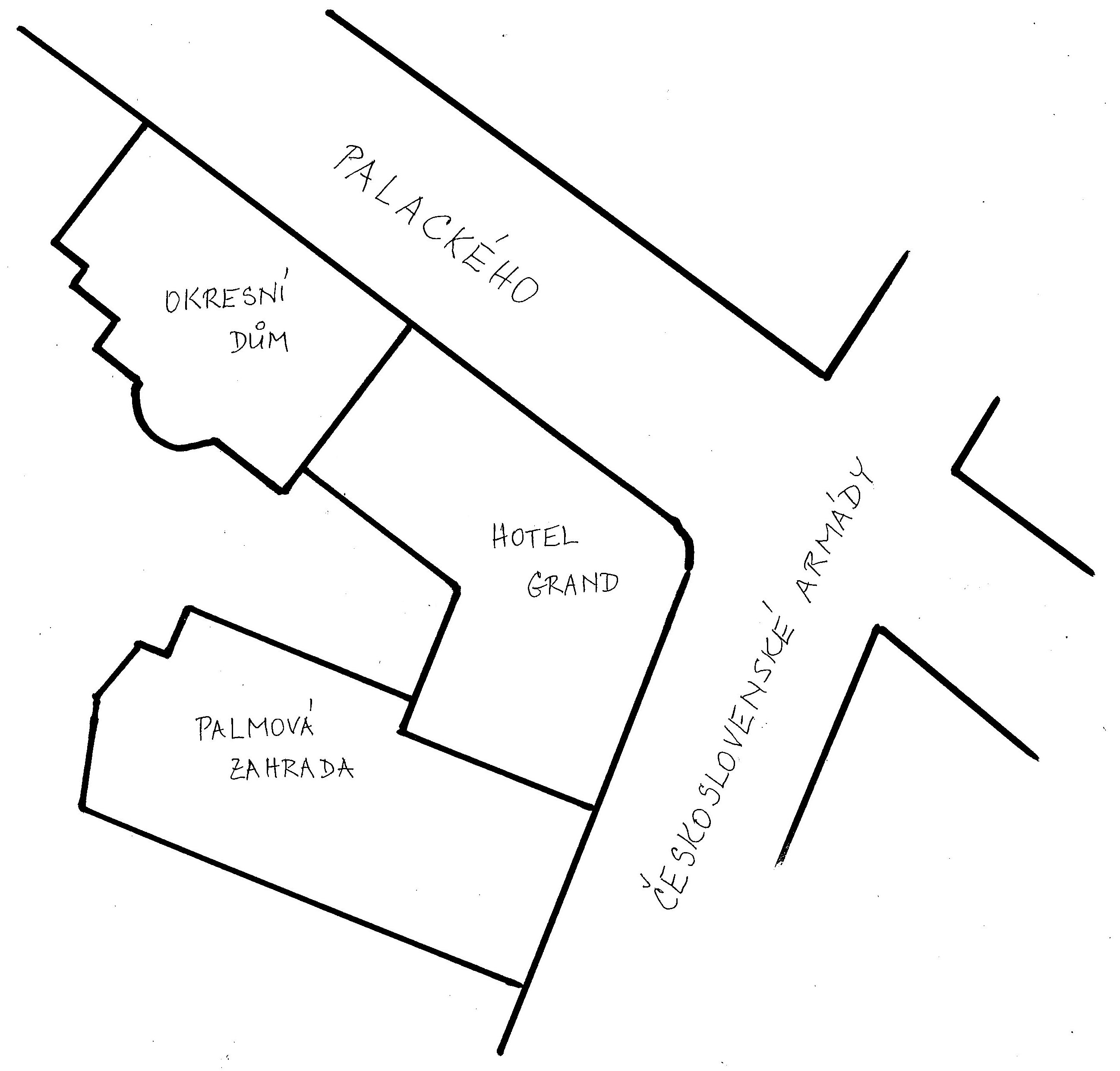
Sestava budov: Okresní dům, hotel Grand a Palmová zahrada

Palmová zahrada se nachází v ulici Československé armády a je stavebně propojena s hotelem Grand a Okresním domem, s nimiž tvoří ucelenou sestavu budov.

## Historie
V roce 1910 zakoupil hoteliér Jaroslav Urban společně s hotelem Grand, který měl do té doby pouze v pronájmu, také sousedící dům na ulici Československé armády 275/21. Tento dům měl posloužit jako rozšíření stávajícího hotelu a podnikatel Urban s poptávkou na architektonický návrh oslovil architekta Jana Kotěru, který se již osvědčil při návrhu projektu Okresního domu, jenž s hotelem Grand sousedil na druhé straně, v ulici Palackého. Přístavbu prováděla stavební firma Václava Nekvasila z pražského Karlína. Objekt byl slavnostně otevřen 7. a 8. října 1911 koncerty České filharmonie a 9. října zahájil ve velkém sále provoz biograf pro 1000 diváků. Velký multifunkční sál měl být hlavní atrakcí celého Urbanova hotelu: jeho prostory byly vyzdobeny živými palmami, a odtud také pochází název sálu a potažmo celé budovy. V roce 1913 byl pak původně multifunkční sál adaptován na kinosál. Ve 20. letech 20. století se fasáda Palmové zahrady stala inspirací pro novou fasádu sousedícího hotelu Grand. Velký sál byl pak jako tančírna využíván až do 80. let 20. století.
V letech 2008–10 prošel objekt komplexní rekonstrukcí. Stávající vlastník se pokusil vrátit interiér i exteriér budovy do původní podoby. Zatímco některé součásti interiéru (části vitráží, některé štuky) se zachovaly v původní podobě, jiné bylo nutno vyrobit zcela nové. Nový je také mobiliář, původní se nezachoval. Rekonstrukce byla spolufinancována mj. příspěvkem z Ministerstva kultury, jeho oprávněnost ale byla v roce 2012 zpochybněna Nejvyšším kontrolním úřadem – objekt totiž neslouží veřejně prospěšné činnosti, ale provozuje se v něm kasíno.

## Architektura
V architektonickém návrhu Jan Kotěra zcela upustil od motivů florální secese, uplatněných na fasádě Okresního domu, a rozhodl se pouze pro střídání horizontálních a vertikálních linií. Ve vysokých lizénových rámcích se uplatňuje ústupkové rámování, podobně jako například na Kotěrově návrhu Mozartea. Přízemí obsahuje velké výkladce, nejvyšší patro pak oblé arkýře s okny. Parter je zakončen římsou s maskarony navrženými Janem Štursou.
Jan Kotěra se podílel i na vnitřní výzdobě budovy a přizval k ní své osvědčené spolupracovníky: výmalbu interiéru provedl František Kysela, ten navrhl i podlouhlý pás vitráží, mramorovou fontánku s plastikou ženy a dekorativní mříže navrhl Jaroslav Horejc. 

## Památková ochrana
Palmová zahrada je uvedena v ústředním seznamu kulturních památek pod rejstříkovým číslem 28983/6-556 jako součást areálu Hotel Labská a Grand, tedy jako část hotelu Grand, s nímž je stavebně propojena.  